# Yves Nilly
Yves Nilly (né en 1958 à Rabat au Maroc) est un écrivain, auteur et scénariste français.

## Biographie
Yves Nilly a débuté par des études littéraires et théâtrales à Paris, pour se consacrer ensuite à l’écriture, non seulement au théâtre, mais également pour la radio, ainsi que de romans et plus récemment, de scénarios.
Il a écrit près d'une centaine de dramatiques et feuilletons réalisés à la radio et diffusés à Radio France et certains à l’étranger, comme Chelsea Hotel, ainsi que des textes de théâtre publiés à Théâtre Ouvert, Actes Sud-Papiers et Théâtrales, joués en France et à l’étranger. Il a écrit des textes pour le jeune public en collaboration avec la metteur en scène et photographe Agnès Desfosses comme l’Appareil à nuages et a travaillé de nombreuses années en collaboration avec le Centre Dramatique National Le Festin, dirigé jusqu’en 2011 par Anne-Laure Liégeois.
Yves Nilly a également écrit des livrets pour œuvres lyriques ainsi que des traductions et adaptations pour le théâtre et le cinéma et se consacre désormais principalement à l'écriture de scénario. 
En 2001, il a publié son premier roman Journal du froid, chez Mercure de France, qui se vit décerner le prix Poncetton de la Société des Gens de Lettres. Il publia en 2003 son second roman Beauté no 7 puis Nocturne des corps en 2006, toujours chez Mercure de France.
Conseiller littéraire pour la fiction à France Culture (2001-2003), Laure Adler et Bernard Comment lui ont confié l’animation d’un laboratoire d'écritures nouvelles avec des romanciers, dramaturges et scénaristes. Il fut élu en 2003 représentant de Radio-France au Groupe Fiction Radio de l’UER (Union Européenne de Radio-Télévision).
Intervenant de 2009 à 2014 au département écriture de l’École nationale supérieure des arts et techniques du théâtre (Ensatt), dirigé par Enzo Cormann et Mathieu Bertholet, Yves Nilly est membre de la Coopérative d’écriture créée en 2010 avec 12 autres auteurs (Marion Aubert, Nathalie Fillion, Natacha de Pontcharra, Pauline Sales, Mathieu Bertholet, Enzo Cormann, Rémi de Vos, Samuel Gallet, David Lescot, Fabrice Melquiot, Eddy Pallaro, Christophe Pellet).
Militant pour le droit d’auteur, il a été élu en 2005 administrateur puis premier vice-président de la Société des auteurs et compositeurs dramatiques (SACD) en 2007. Représentant de la SACD en tant que vice-président du CPE (Conseil permanent des écrivains) de 2005 à 2010, réélu administrateur SACD en 2011, et élu en 2011 président du CIADLV (Conseil International des Auteurs Dramatiques Littéraires et Audiovisuels) de la Confédération internationale des sociétés d'auteurs et compositeurs, devenu Writers & Directors Worldwide. Yves Nilly est président de Writers & Directors Worldwide de 2011 à 2017 puis de 2019 à 2022. 
En 2014, il reçoit la Médaille d'Honneur de la Sociedade Portuguesa de Autores.
En 2017, Yves Nilly prend la présidence de l'association Beaumarchais-SACD,.
En 2022, Yves Nilly est nommé au grade de chevalier de l'ordre des Arts et des Lettres. 

## Œuvres (liste non exhaustive)

### Théâtre
- Scories, mise en scène Claude Para - 1989
- Les Corps simples, Théâtre Ouvert/Tapuscrits - 1989
- Remarques sur l'horizon et ses habitants, Théâtre ouvert/Tapuscrits - 1989
- Nouvelle traduction de Catherine de Heilbronn de Kleist, mise en scène de Isabelle Janier – 1991 (“Fauteuil d’or” de la critique pour la saison 1990-91)
- Adaptation théâtrale de Mademoiselle Else d’Arthur Schnitzler, mise en scène Isabelle Janier - 1992
- Géants et minuscules, mise en scène Agnès Desfosses – 1992
- Exil : scènes d’intérieur, mise en scène d’Agnès Desfosses - 1992
- Territoire sans lumière, Éditions Actes Sud – Papiers in Brèves d'auteurs - 1993
- Le Colosse, mise en scène Agnès Desfosses, spectacle jeune public - 1994
- Ah ! Vos rondeurs…(livret), spectacle lyrique et de danse, mise en scène Agnès Desfosses - 1994
- Sous la table, mise en scène Agnès Desfosses - 1996
- Sous la lune noire, mise en scène Isabelle Janier - 1996
- L’Appareil à nuages, mise en scène Agnès Desfosses, musique Ivan Khaladji - 1997
- Embouteillages, mise en scène d’Anne-Laure Liégeois - 2001
- Caravane et accessoires, Théâtrales in Embouteillages - 2002
- La Valse, Théâtrales in Embouteillages - 2002
- Mira ! Le pays des reflets, mise en scène Agnès Desfosses - 2003
- Ça, mise en scène d’Anne-Laure Liégeois - 2005
- ReNaissance, mise en scène d’Agnès Desfosses – 2005
- Le Cercle, opéra de chambre écrit par Alexandre Levy, livret - 2005
- Une Médée, mise en scène d’Anne-Laure Liégeois – 2006
- Karaoké (orchestration du vide), mise en scène d’Anne-Laure Liégeois – 2007
- Des femmes disparaissent, mise en scène par Jacques Vincey, dans le cadre des Faits divers en série du Festival d’Hérisson - 2008

### Radio
- Le retournement des corps, France Culture - 1999
- Transistors, France Culture - 2000
- Hôtels, Motels, et autres chambres d’écoute, France Culture - 2001
- Chelsea Hotel, France Culture - 2001
- J’ai mis le feu au ciel, France Culture - 2002
- Le hors-jeu, étude de cas, France Culture - 2002
- Spoutnik 2, France Culture - 2002
- Le marché à la baleine, France Culture - 2002
- En Bakelite et Formica, France Culture - 2004
- Taxi-Maboule, France Culture - 2015[6],[7],[8]

### Romans
- Journal du froid - 2001, Éditions Mercure de France  (ISBN 2-7152-2286-6)
- Beauté n°7 - 2003, Éditions Mercure de France  (ISBN 2-7152-2384-6)
- Nocturne des corps - 2006, Éditions Mercure de France  (ISBN 2-7152-2579-2)

### Cinéma

#### Adaptation
- Saudade do Futuro - 2001, réalisation Marie-Clémence et Cesar Paes Laterit Productions
- Mahaleo - 2005, réalisation Paes et Rajaonarivelo

#### Scénario
- Je suis Annemarie Schwarzenbach - 2015, réalisation Véronique Aubouy, écrit avec Thomas Cheysson et Véronique Aubouy
- Le Gang des Antillais - 2016, réalisation Jean-Claude Barny, écrit avec Thomas Cheysson et Jean-Claude Barny, Prod. Les Films d'Ici[9]
- Naufragé volontaire (2017) de Didier Nion
- Rien à perdre - 2019 (en production), réalisation Emmanuel Hamon, écrit avec Thomas Cheysson, Prod. Les Poissons Volants

### Télévision
- Diego Velazquez ou le Réalisme sauvage - réalisation Karim Aïnouz, Prod. Les Poissons Volants et ARTE France
- Les Petits Secrets des grands tableaux : saison 3 - série documentaire, 2016, réalisation Carlos Franklin, Clément Cogitore, Prod. Les Poissons Volants, ARTE France
- Les Petits Secrets des grands tableaux : saison 4 - série documentaire, 2017, réalisation Jivko Darakchiev, Carlos Franklin, Prod. Les Poissons Volants, ARTE France
- Les Petits Secrets des grands tableaux : saison 5 - série documentaire, 2018, réalisation Jivko Darakchiev, Carlos Franklin, Prod. Les Poissons Volants, ARTE France
- Sur les routes éternelles de Samarkand - réalisation Jivko Darakchiev Prod. Les Poissons Volants, ARTE, Musée du Louvre, Fondation ACDF Ouzbékistan, 2022

### Articles
- « Quelle est la parole du théâtre aujourd’hui » dans Théâtre Ouvert - 1991
- « Récidives » dans Prospero no 4 - 1995
- « Un engagement poétique », Théâtre/public - 1996
- « Notes de travail inventées », Théâtre/public - 1996
- « Il est temps d'arrêter de passer les auteurs par pertes et profits », Les Echos - décembre 2016[10]
- « Yves Nilly marie le réalisme de Philippe Djian des débuts et le sens de l’image du David Lynch de Lost Highway (…) Il invente la poésie de l’impact et l’on a rarement lu texte aussi littérairement sexy. » , Judith Steiner, Les Inrockuptibles, avril 2006.